# Ewgen Gwaladse
Ewgen (Geno) Gwaladse (georgisch ევგენი (გენო) ღვალაძე; * 13. Mai 1900 in Sweri bei Tschiatura, Gouvernement Tiflis, Russisches Kaiserreich; † 15. Oktober 1937 in Tiflis) war ein georgischer Widerstandskämpfer. Der Sozialdemokrat war Anführer des illegalen georgischen Arms der Emigrantenorganisation Tetri Giorgi (dt. Weißer Georg) und nahm am August-Aufstand in Georgien 1924 teil.

## Leben
Er wurde als Sohn eines pensionierten Offiziers der russischen Kavallerie geboren. Bereits als Schüler veröffentlichte er 1916 politische Artikel in Zeitschriften. 1917 trat er in die menschewistische Sozialdemokratische Partei Georgiens ein. 1920 legte er in Tiflis das Abitur am Gymnasium ab.
Im gleichen Jahr wurde er Offizier in der neu gegründeten Armee der Demokratischen Republik Georgien. Im Februar 1921 kämpfte er im Kodschori-Tal und in Tabachmela gegen die Invasion der 11. Armee der Roten Arbeiter- und Bauernarmee (RABA), Ende März gegen den Vormarsch der Türkei auf Batumi.
Nach der Auflösung der georgischen Armee nahm ein Studium der Rechtswissenschaft an der Staatlichen Universität Tiflis auf, das er 1926 abschloss. Er wurde Rechtsanwalt und Vorstandsmitglied der Vereinigung der Strafverteidiger. Von 1935 bis 1937 hielt er Vorlesungen am Pädagogischen Institut in Gori.
Ab 1921 beteiligte er sich an den Aktivitäten der im Untergrund arbeitenden georgischen Befreiungsbewegung. Am 26. Mai 1922 war er mit Konstantine Gamsachurdia einer der Organisatoren der ersten großen anti-sowjetischen Demonstration in Tiflis. Er wurde von der Tscheka verhaftet, im Juli wieder freigelassen. Von 1922 bis 1924 war er der Repräsentant des überparteilichen Komitees für die Wiederherstellung der Unabhängigkeit Georgiens (georgisch Sakartvelos Damoukideblobis Komiteti – Damkom) in der Region Kachetien. An dem vom Komitee organisierten August-Aufstand in Georgien nahm er aktiv teil. Am 30. August 1924 wurde er erneut von der Tscheka verhaftet, erst im März 1925 entlassen.
1926 wurde er zum Anführer des illegalen georgischen Arms der Emigrantenorganisation Tetri Giorgi (dt. Weißer Georg). Im August 1937 wurde er gemeinsam mit anderen Mitgliedern von Tetri Giorgi zum dritten Mal von der sowjetischen Geheimpolizei verhaftet. Er wurde wegen anti-sowjetischer Aktivitäten zum Tode verurteilt und am 15. Oktober in Tiflis erschossen.
| Personendaten    | Personendaten                                                         |
| ---------------- | --------------------------------------------------------------------- |
| NAME             | Gwaladse, Ewgen                                                       |
| ALTERNATIVNAMEN  | ღვალაძე, ევგენ (georgisch); Gwaladse, Geno; ღვალაძე, გენო (georgisch) |
| KURZBESCHREIBUNG | georgischer Widerstandskämpfer                                        |
| GEBURTSDATUM     | 13. Mai 1900                                                          |
| GEBURTSORT       | Sweri bei Tschiatura, Russisches Kaiserreich                          |
| STERBEDATUM      | 15. Oktober 1937                                                      |
| STERBEORT        | Tiflis, Georgische SSR                                                |